# Бад Нендорф
Бад Нендорф (њем. Bad Nenndorf) град је у њемачкој савезној држави Доња Саксонија. Једно је од 38 општинских средишта округа Шаумбург. Према процјени из 2010. у граду је живјело 10.470 становника. Посједује регионалну шифру (AGS) 3257006.

## Географски и демографски подаци
Бад Нендорф се налази у савезној држави Доња Саксонија у округу Шаумбург. Град се налази на надморској висини од 88 метара. Површина општине износи 23,2 km². У самом граду је, према процјени из 2010. године, живјело 10.470 становника. Просјечна густина становништва износи 451 становника/km².

## Међународна сарадња
| Мјесто | Држава    | Врста сарадње | Од    |
| ------ | --------- | ------------- | ----- |
| Дудвил | Француска | партнерство   | 1978. |
| Извор  |           |               |       |